# Фран-Лионне

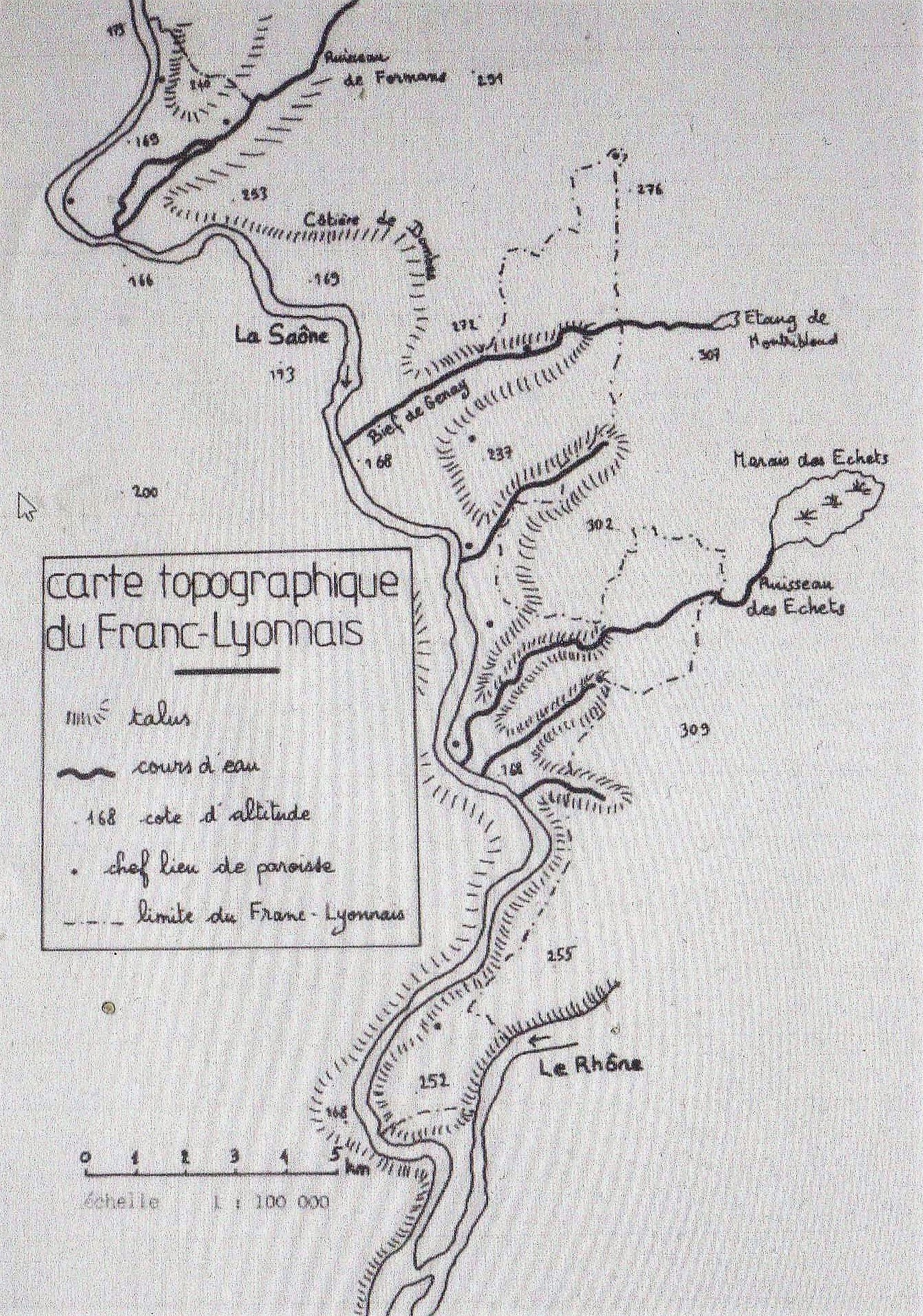

Фран-Лионне́ (фр. Franc-Lyonnais) — историческая область во Франции. Это была небольшая провинция, непосредственно примыкавшая с севера к Лиону — на территории современного департамента Эн и Лионской метрополии.

## Общая характеристика
Фран-Лионне объединяла 14 приходов:
- Жёне
- часть Калюира
- Круа-Русс
- Кюир
- Нёвиль и Вими
- Риотье
- Роштайе
- Сен-Бернар
- Сен-Дидье-де-Форман
- Сен-Жан-де-Тюриньё
- Сивриё
- Флёрьё-сюр-Сон
- Фонтен-сюр-Сон[1]

Жители этих приходов были освобождены от уплаты тальи, податей, соляного сбора, от призыва в ополчение; они выплачивали только добровольные пожертвования в королевскую казну. Жители самостоятельно назначали генерального синдика и синдика-прокурора, которые призваны были защищать их интересы.

## История
Происхождение привилегий жителей Фран-Лионе восходит к началу XIII века, когда Лионское епископство приобрело у Гумберта Туарского все его приходы, располагавшиеся на левом берегу Соны. В 1376 году церковь предоставляет жителям самоуправление, так как нуждается в их поддержке в своей борьбе с сеньором Божё и графом Савойи. Однако, в 1398 году приходы переходят к Савойе, и лишь в 1476 году возвращаются под покровительство французского короля Людовика XI, который при этом подтверждает их вольности. Привилегии жителей Фран-Лионне подтверждаются также в 1525 году Франциском I.
Фран-Лионне, как и все другие французские провинции, была упразднена и преобразована в департаменты законом от 4 января 1790 года, во время Великой французской революции.